# كيفن روبرتس (رائد أعمال)
كيفن روبرتس (بالإنجليزية: Kevin Roberts)‏ هو رائد أعمال بريطاني، ولد في 20 أكتوبر 1949 في لانكستر في المملكة المتحدة.